# Ambonychia
Ambonychia is een geslacht van uitgestorven tweekleppigen, dat leefde in het Laat-Ordovicium.

## Beschrijving
Deze tweekleppige had aan het einde van de slotrand een scherpe, flauw gebogen punt. Het schaaloppervlak bevatte meestal krachtige radiale ribben. De lengte van de schelp bedraagt circa 2,5 centimeter.